# Marc Fischbach
Marc Fischbach (* 22. Februar 1946 in Luxemburg) ist ein luxemburgischer Politiker der Chrëschtlech Sozial Vollekspartei (CSV), der unter anderem von 1979 bis 1984 Mitglied des Europäischen Parlaments, zwischen 1984 und 1989 Verteidigungsminister sowie von 1998 bis 2004 Richter am Europäischen Gerichtshof für Menschenrechte war. Zuletzt war er zwischen 2004 und 2012 der erste Ombudsmann Luxemburgs.

## Leben
Marc Fischbach, Sohn des Politikers und Diplomaten Marcel Fischbach, absolvierte ein Studium der Rechtswissenschaften an der Universität Nancy und war danach als Rechtsanwalt und Notar tätig. Bei der Kammerwahl am 10. Juni 1979 wurde er für die Chrëschtlech Sozial Vollekspartei (CSV) Mitglied der Abgeordnetenkammer (Chamber) und gehörte dieser bis 1984 an. Nachdem Fernand Boden am 18. Juli 1979 auf sein Mandat verzichtet hatte, rückte er als dessen Nachfolger am 19. Juli 1979 als Mitglied des Europäischen Parlaments nach und gehörte dem Europäischen Parlament in der ersten Legislaturperiode vom 19. Juli 1979 bis zum 23. Juli 1984 an. Er schloss sich der Fraktion der Europäischen Volkspartei (Christlich-demokratische Fraktion) an und war zwischen dem 20. Juli 1979 und dem 20. Januar 1982 stellvertretender Vorsitzender des Ausschusses für Geschäftsordnung und Petitionen sowie vom 20. Juli 1979 bis zum 23. Juli 1984 Mitglied des Rechtsausschusses. Darüber hinaus fungierte er zwischen dem 11. April 1983 und dem 23. Juli 1984 als stellvertretender Vorsitzender der Delegation für die Beziehungen mit den Maschrek-Staaten.
Kurz vor seinem Ausscheiden aus der Abgeordnetenkammer und dem Europäischen Parlament wurde Fischbach am 20. Juli 1984 in die erste Regierung Santer berufen und übernahm in dieser bis zum 14. Juli 1989 die Ämter als Minister für Landwirtschaft und Weinbau (Ministre de l’Agriculture et de la Viticulture), als Verteidigungsminister (Ministre de la Force publique), als Minister für den öffentlichen Dienst (Ministre de la Fonction publique) sowie als Sportminister (Ministre de l’Éducation physique et des Sports). Ihm wurde für seine Verdienste am 12. November 1988 das Großkreuz des Ordens des Infanten Dom Henrique verliehen. In der darauf folgenden zweiten Regierung Santer fungierte er daraufhin zwischen dem 14. Juli 1989 und dem 13. Juli 1994 als Minister für nationale Bildung, Justizminister sowie als Minister für den öffentlichen Dienst (Ministre de l’Éducation nationale, Ministre de la Justice, Ministre de la Fonction publique).
Danach wurde Marc Fischbach am 13. Juli 1994 als Minister für nationale Bildung und Justizminister in die dritte Regierung Santer berufen. Nach dem Rücktritt von Premierminister Jacques Santer am 20. Januar 1995 und der sechstägigen kommissarischen Amtsführung von Jean-Claude Juncker, wurde er am 26. Januar 1995 als Justizminister sowie nunmehr als Haushaltsminister (Ministre du Budget) und als Minister für die Beziehungen zum Parlament (Ministre aux Relations avec le Parlement) in die neugebildete erste Regierung Juncker berufen. Diese Ministerämter bekleidete er bis zu seinem Rücktritt am 30. Januar 1998, woraufhin Luc Frieden am 4. Februar 1998 seine Nachfolge antrat.
Fischbach selbst wiederum löste daraufhin am 1. November 1998 Alphonse Spielmann als Richter am Europäischen Gerichtshof für Menschenrechte ab und bekleidete dieses Amt bis zum 15. Januar 2004, ehe ihm am 30. August 2004 Dean Spielmann folgte. Im Anschluss wurde er am 1. Mai 2004 von der Abgeordnetenkammer zum ersten Ombudsmann Luxemburgs (Lëtzebuerger Ombudsmann) gewählt und behielt diese Funktion bis zu seiner Ablösung durch Lydie Err am 1. Februar 2012. 